# フリードリヒ・ジルヒャー
フィリップ・フリードリヒ・ジルヒャー（ドイツ語: Phillipp Friedrich Silcher、1789年6月27日 - 1860年8月26日）は、ドイツの作曲家である。日本では『ローレライ』の作曲家として知られている。
ドイツ南部のシュナイト (現在はヴァインシュタット市の一部) に生まれた。教師をめざしていたが、カール・マリア・フォン・ヴェーバーに会った後、ルートヴィヒスブルクの神学校で音楽に専念することになった。1817年にテュービンゲン大学の音楽の指導者になった。合唱曲の分野で重要な貢献をした。ドイツや世界の民謡を編曲し、多くの曲が合唱曲のスタンダードとして今日まで親しまれている。1829年にテュービンゲンに Akademische Liedertafel を設立、会長を務めた。1860年8月26日に同地で没した。

## 有名な作品
- 『私には一人の戦友がいた』 (Ich hatt' einen Kameraden)
- 『年ごとに来たる』 (Alle Jahre wieder)
- 『菩提樹』（Am Brunnen vor dem Tore、シューベルトの作品もある）
- 『ローレライ』 (Die Lorelei)
- 『別れの歌』（Abschied＝Muß i denn）